# Guillaume Ier (évêque de Viviers)
Pour les articles homonymes, voir Guillaume Ier et Guillaume de Poitiers.
Guillaume, dit de Poitiers ou encore de Franconie, mort au plus tôt en 1154, est un évêque de Viviers de la première moitié du XIIIe siècle, sous le nom de Guillaume Ier.

## Biographie

### Origines
Les origines de Guillaume ne sont pas précisément connues.
Pierre Babey, auteur d'une thèse sur les évêques de Viviers (1956), rappelle que l'érudit régional Jules Chevalier (1897), voit en lui un fils de Guillaume, auteur de la famille des comtes de Valentinois. Selon cette hypothèse, il serait le frère d'Aymar/Adhémar Ier.
Régné (1921) et Babey (1956), rappellent qu'une tradition, remontant à Albert du Boys (Album du Vivarais, 1842) que l'on retrouve dans le Gallia Christiana (1865), faisait de lui un membre de la famille impériale de Franconie. L'hypothèse reposait sur l'usage du mot consanguineus/consanguinitas (traduit par certains auteurscousin-germain) dans un diplôme impérial de Conrad III, datant de l'année 1147, accordant à l'évêque des droits. Malgré les recherches, l'abbé Roche (1894) indique qu'il n'avait trouvé aucun document généalogique permettant de prouver ce lien. 
Babey (1956) souligne que l'abbé Roche (1894), de même que Régné (1921), malgré l'absence de filiation, admettaient l'hypothèse de Gaetano Moroni selon laquelle il serait tout de même un parent de l'empereur Conrad III. Darnaud (2012) utilise l'hypothèse de cette parenté («dilecto consanguineo suo »).

### Épiscopat
Guillaume semble monter sur le siège épiscopal de Viviers en 1047, succédant à Jaucerand (Gaucherand),, (le Gallia Christiana ou le Regeste dauphinois donnaient l'année 1046,).
Chevalier (1897) en fait un prévôt de Valence, précisant que la « charge [était] depuis de longues années héréditaire dans l'ancienne famille comtale ».
Le diplôme impérial par lequel Guillaume est mentionné la première fois amène l'historien Babey (1956) à conclure que « les circonstances historiques paraissent donc contribuer à rendre vraisemblable la concession des droits régaliens à l'évêque Guillaume ». Toutefois certains auteurs ont questionné son authenticité,. 
Ce diplôme de janvier 1147 — « quelle que soit sa valeur » (Babey, 1956) — permet aux historiens de considérer que le nouvel évêque est favorable à la politique impériale dans la région,. L'obtention des regalia (droits régaliens) de la part de l'Empereur permettait au nouvel évêque d'assoir son pouvoir, notamment face à la concurrence de pouvoirs laïcs. Ce diplôme impérial permet à l'évêque de constituer son assise temporelle, le droit de battre monnaie à Donzère, et l'obtention du péage sur les principaux axes de son domaine,,.
Selon l'abbé Roche (1894), Guillaume aurait été « le premier à s'appeler comte de Viviers, et à prendre le titre de prince de Donzère dont l'empereur venait de lui  accorder la propriété temporelle ». Ces droits seront d'ailleurs renouvelés en 1178, puis à nouveau en 1235,. À propos de l'usage des titres par Guillaume, Régné (1921) considère que cette hypothèse de Roche pourrait être « possible ». Il rappelle que l'« usage ordinaire » de ces titres n'est attesté qu'à partir de 1296.
L'historien Darnaud (2012) observe que la Charta Vielha de l'église de Viviers (cartulaire) aurait été réalisée avant le milieu milieu du XIIe siècle, dans la mesure où le diplôme de 1147 en est absent.
Guillaume participe, entre 1146/1153 (?), aux côtés de l'évêque de Valence et l'archevêque d'Embrun, à la paix, voulue par le pape, entre Pierre, évêque du Puy, et Armand, vicomte de Polignac. Il est témoin (1153 ?), aux côtés des mêmes prélats, lors d'une transaction entre le vicomte est ses fils.
En 1154, il confirme des droits sur une dizaine d'églises du Vivarais aux moniales de Saint-André-le-Haut de Vienne,.

### Mort et succession
Il n'est fait aucune mention de Guillaume au-delà de 1154. L'abbé Roche (1894), considère qu'il meurt cette même année. Si certains auteurs retiennent cette même année pour marquer la fin de son épiscopat, d'autres la repoussent jusqu'en 1157. Raymond d'Uzès lui succède sur le trône épiscopal.